# Баганыс-Айрым

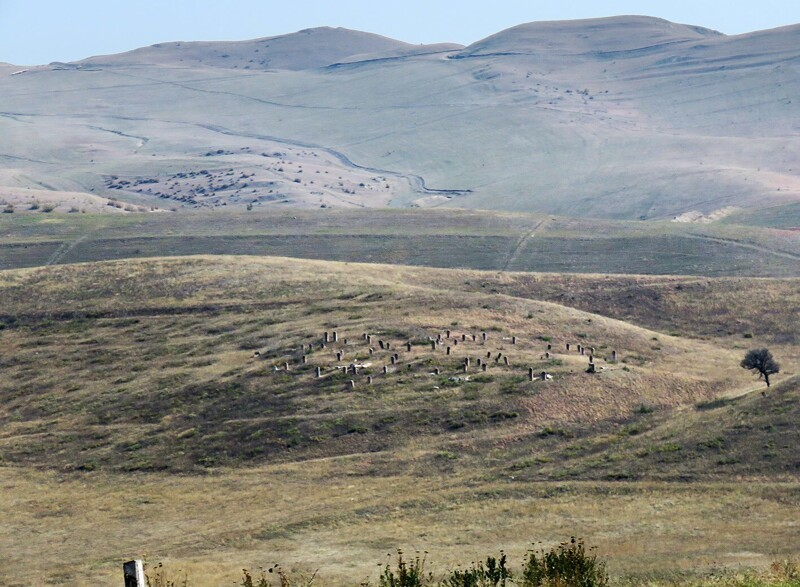
Сельское кладбище села Баганис-Айрум

Баганыс-Айрым (азерб. Bağanıs Ayrım; ранее в советских русскоязычных источниках — Баганис Айрум), — село в Ашагы-Аскипаринском сельском административно-территориальном округе Газахского района Азербайджана.

## Этимология
Название села является этнотопонимом. Бывшее название села — Сейид-Айрым. Название село связяно с тем, что село основано непадалёку от сущёствовавшего в прошлом села Багыныс семьями из ветви сейидли из айрумов.

## География
Село Баганыс-Айрым входит в состав Ашагы-Аскипаринского сельского административно-территориального округа Газахского района Азербайджана, при этом в состав этого сельского административно-территориального округа входит также и село Ашагы-Аскипара, которое является центром этого сельского административно-территориального округа.
Село расположено в 25 км от районного центра — города Газах, на берегу реки Баганыс, в подножии горы Кякиль.

## История
Азербайджанское село Баганис-Айрум расположено на стыке армяно-азербайджанской границы. В XIX веке было известно под именем «Сейид-айрумлу», а население было известно не как айрумы, а как «казахцы».  
В советский период село входило в состав Азербайджанской ССР. 
Согласно административному делению на 1961, 1963, 1977 годы, село Ашагы Аскипара являлось центром Аскипаринского сельсовета Казахского района Азербайджанской ССР, в который также входили сёла Баганис Айрум, Кушчу Айрум, Мазамлы, Хейримли, Юхары Аскипара.
После принятой Верховным Советом Азербайджанской Республики Деклорации «О восстановлении государственной независимости Азербайджанской Республики» от 30 августа 1991 года, 18 октября того же года был принят Конституционный акт «О государственной независимости Азербайджанской Республики». В настоящее время сёла Ашагы-Аскипара, Баганыс-Айрым и Хейрымлы входят в состав Ашагы-Аскипаринского сельского административно-территориального округа Газахского района Азербайджана, центром же этого сельского административно-территориального округа является село Ашагы-Аскипара. А сёла Гушчу-Айрым и Мазам входят в состав Гушчу-Айрымского сельского административно-территориального округа этого же района, а село Гушчу-Айрым является центром этого сельского административно-территориального округа. Село же Юхары-Аскипара согласно административно-территориальному делению Азербайджана входит в состав Юхары-Аскипаринского сельского административно-территориального округа этого района и является центром этого сельского административно-территориального округа.

### Карабахский конфликт
В конце 1980-х — начале 1990-х между двумя советскими республиками Закавказья вспыхнул карабахский конфликт, который затронул и азербайджанские анклавы и приграничные сёла за пределами существовавший до 1991 года Нагорно-Карабахской автономной области (НКАО) Азербайджана.
Во время конфликта первые приграничные перестрелки происходили в районе сёл Газахского района, расположенных у Азербайджано-Армянской границы. 23 декабря В 1989 года вооружёнными лицами Армении были обстреляны сёла Юхары-Аскипара и Бархударлы, которые были эксклавными сёлами Азербайджана, окружённые территорией Армении.
Баганыс-Айрым стал перым селом в Газахском районе, где столкновения завершилились человеческими потерями. Расположение села имело стратигесвую важность. Виду того, что магистральная дорога Ереван-Иджеван-Ноемберян проходила в окрестностях этого села, а позиции Азербайджана были на высотах, эта дорога была ясно видна. Это позволяло позициям Азербайджана держать под контролем проезжающих на этой местности машины с армянскими номерами, что армянской стороной рассматривалось как угроза. 4 марта 1990 года на село было совершено вооружённое нападение, в результате чего два человека погибли и ещё двое получили ранения.
22 марта 1990 года, жители села открыли огонь по проезжающим мимо армянским машинам, ранив несколько человек.
В отместку за это нападение, 26 марта 1990 года село подверглось нападению со стороны Армении, в результате чего погибли согласно разным источникам 8 или 11 местных жителей. Во время мартовских событий 1990 года в селе Баганис Айрым 17 домов были разрушены артиллерийскими ударами, 11 домов были разграблены. В ходе тех событий в селе самому пожилому погибшему было 75 лет, а самому младшему было 39 дней.
Как сообщила азербайджанская пресса, 16 августа 1990 года вблизи села Баганыс-Айрым был обстрелян милицейский пост из автомобиля. Один из открывший огонь Генрих Савоян был пойман, у него было изъято оружие, другому же удалось скрыться. Армянской прессой Армении это было охарактеризовано с возмущением, как факт исчезновения автомобиля, проезжавшего из одной территории Армении на другую через вклинивающуюся территорию Азербайджана. Вечером того же дня первый секретарь парткома Ноемберянского района потребовал от первого секретаря парткома Газахского района освободить задержанного. В случае отказа отпустить Савояна, милиционеры Армении угрожали уничтожить несколько приграничных сёл Азербайджана. Утром 17 августа того же года со стороны Ноемберянского района было атаковано село Ашагы-Аскипара, в результате чего из гражданских погиб один человек, ещё двое были ранены.
19 августа того же года армянские силы подвергли Баганис-Айрум и ряд других азербайджанских сёл обстрелу, причём, по свидетельствам очевидцев, применялись гранатомёты, миномёты, градобойные орудия и ракеты типа «земля-земля». В течение нескольких часов защитники села в составе двух взводов в/ч 5477 (Отдельного специального моторизованного батальона милиции) из Гянджи и отделения разведвзвода 368-го гвардейского мотострелкового полка (МСП) 23-й гвардейской мотострелковой дивизии КЗакВО отражали нападение, но с прибытием к армянским силам подкрепления населённый пункт перешёл под их контроль. 
В бою погиб заместитель начальника штаба в/ч 5477 капитан Липатов Александр Владимирович, за мужество и героизм Указом Президиума Верховного Совета СССР от 14 декабря 1990 года награжден орденом Красной Звезды (посмертно). На следующий день в район боёв были переброшены танки, зенитные установки из 368-го гвардейского МСП 23-й гвардейской МСД и боевые вертолёты КЗакВО, и в течение дня армянские силы были выбиты из села.
В 1992 году село попало под контроль Армении.
19 апреля 2024 года на азербайджано-армянской границе состоялась восьмая встреча Государственной комиссии по делимитации государственной границы между Азербайджанской Республикой и Республикой Армения и Комиссии по вопросам делимитации государственной границы и пограничной безопасности между Республикой Армения и Азербайджанской Республикой. На встрече председательствовали заместитель премьер-министра Азербайджанской Республики Шахин Мустафаев и вице-премьер-министра Республики Армения Мгер Григорян. На встрече среди прочего было предварительно согласовано в начальной фазе процесса делимитации процесса делимитации отдельные отрезки линии границы прохождение отдельных отрезков линии границы непосредственно между населёнными пунктами Баганис (Армения) — Баганыс Айрым (Азербайджан), Воскепар (Армения) — Ашагы-Аскипара (Азербайджан), Киранц (Армения) — Хейрымлы (Азербайджан) и Беркабер (Армения) — Гызылгаджилы (Азербайджан) для приведения их в соответствии с юридически обоснованной межреспубликанской границей, существовавшей в рамках СССР на момент распада. Стороны договорились, что до 15 мая 2024 года на основе геодезических измерений будет составлен и подписан согласованный Протокол-описание с уточнёнными координатами участков границы, которые до завершения делимитации будут считаться делимитированными. Стороны договорились обратиться к своим Правительствам для принятия мер по одновременному и параллельному размещению пограничных служб на согласованных участках линии границы. Стороны договорились, что в процессе делимитации будут основываться на Алма-Атинской декларации 1991 года и условились зафиксировать этот принцип в проекте Положения, с оговоркой о приведении его в соответствие с будущим Соглашением об установлении мира и межгосударственных отношений между Азербайджанской Республикой и Республикой Армения, если в нём будут определены иные положения. Также Стороны договорились после утверждения Положения согласовать очередность и продолжить делимитацию остальных участков границы, включая вопросы анклавов и эксклавов. Стороны также договорились параллельно завершить согласование проекта Положения о совместной деятельности соответствующих комиссий по делимитации государственной границы до 1 июля 2024 года, а затем начать внутригосударственные процедуры его согласования и утверждения в соответствии с национальным законодательством каждой из Сторон. По результатам этой встречи был подписан протокол.
23 апреля 2024 года на азербайджано-армянской границе экспертными группами начались уточнения координат на местности на основании геодезических измерений.
15 мая 2024 года на азербайджано-армянской границе состоялась девятая встреча комиссий, был согласован Технический протокол о результатах совместных полевых работ, отражающий Протокол-описание прохождения соответствующей линии границ, и подписан соответствующий Протокол комиссий. В результате была определена линия границы протяжённостью 12,7 километра. Таким образом, четыре села Газахского района Азербайджана: Баганыс-Айрым, Ашагы-Аскипара, Хейрымлы и Гызылхаджылы (6,5 квадратных километра) — были возвращены под контроль Азербайджана. И 24 мая 2024 года эти сёла были взяты под контроль Государственной пограничной службой Азербайджанской Республики.
Также, 24 мая 2024 года в сёлах Баганыс-Айрым, Ашагы-Аскипара, Хейрымлы и Гызылхаджылы был поднят государственный флаг Азербайджанской Республики, исполнен государственный гимн. О поднятии государственного флага в упомянутых сёлах доложил начальник главного управления пограничной охраны Генерального штаба Государственной пограничной службы генерал-майор Вусал Султанов президенту, Верховному главнокомандующему Вооружёнными Силами Азербайджана Ильхаму Алиеву.

### Современный период
В марте 2025 года было сообщено о ведущихся работах по восстановлению сел Баганыс-Айрым, Ашагы-Аскипара, Хейрымлы и Гызылхаджылы.

## Экономика
До марта 1990 года население села занималось земледелием и живонтоводством. В селе были начальная школа, детский сад, фельдшерско-акушерский пункт.  